# Inbee Park
Inbee Park (Koreaans: 박인비) (Seoul, 12 juli 1988) is een Zuid-Koreaanse golfprofessional. Ze debuteerde in 2007 op de LPGA Tour.

## Amateur
Inbee Park had een mooie amateurcarrière. Ze won negen toernooien van de American Junior Golf Association {AJGA), waar haar zusje ook speelt. In 2003 haalde ze de halve finale van het US Amateur en in 2004, 2005 en 2006 werd zij uitgenodigd om het Kraft Nabisco Championship te spelen.
Gewonnen
Onder meer:
- 2002: US Girls Championship

## Professional
Toen ze 17 jaar was vroeg ze aan de LPGA om toegelaten worden op de Amerikaanse Tour. De leeftijdsgrens is 18 jaar en het werd geweigerd. Ze schreef zich toen in op de Universiteit van Nevada. Dat hield ze niet lang vol. Ze werd professional in 2006 en speelde eerst op de DUramed Futures Tour, waar de leeftijdsgrens net naar 17 jaar was verlaagd. Ze eindigde in 2006 op de 3de plaats van hun Order of Merit en promoveerde zo naar de LPGA Tour.
In 2007 kwalificeerde Park zich voor het US Women's Open en eindigde op de 4de plaats. Een jaar later, op 19-jarige leeftijd, won zij het US Women's Open. Ze was de jongste winnaar ooit. Van het prijzengeld doneert zij $ 50.000 aan een stichting van de LPGA waar meisjes voor de Tour worden opgeleid.
In 2009 was het resultaat niet meer spectaculair, maar ze werd wel 50ste op de LPGA Money List. In 2010 eindigde ze in alle Majors in de top-10 en eindigde op de 12de plaats van de Women's World Golf Rankings.
Met haar overwinning in het Women's British Open 2015 vervolledigde ze de traditionele"career grand slam", met overwinningen in de Majors: Kraft Nabisco Championship (2013), LPGA Championship (2013,2014), US Women's Open, (2008,2013) en het Women's British Open (2015). Ze won ook The Evian Championship in 2012, maar toen was dit nog geen Major.

### Gewonnen
LPGA Tour
| Nr. | Datum            | Toernooi                         | Score           | Score | Info                                      |
| --- | ---------------- | -------------------------------- | --------------- | ----- | ----------------------------------------- |
| 1   | 29 juni 2008     | US Women's Open                  | 72-69-71-71=283 | –9    |                                           |
| 2   | 29 juli 2012     | Evian Masters                    | 71-64-70-66=271 | –17   |                                           |
| 3   | 14 oktober 2012  | Sime Darby LPGA Malaysia         | 69-68-65-67=269 | –15   |                                           |
| 4   | 24 februari 2013 | Honda LPGA Thailand              | 67-71-71-67=276 | –12   |                                           |
| 5   | 7 april 2013     | Kraft Nabisco Championship       | 70-67-67-69=273 | –15   |                                           |
| 6   | 28 april 2013    | North Texas LPGA Shootout        | 67-70-67-67=271 | –13   |                                           |
| 7   | 9 juni 2013      | LPGA Championship                | 72-68-68-75=283 | –5    | Won de play-off van Catriona Matthew      |
| 8   | 23 juni 2013     | Walmart NW Arkansas Championship | 69-65-67=201    | –12   | Won de play-off van Ryu So-yeon           |
| 9   | 30 juni 2013     | US Women's Open                  | 67-68-71-74=280 | –8    |                                           |
| 10  | 8 juni 2014      | Manulife Financial LPGA Classic  | 69-66-65-61=261 | –23   |                                           |
| 11  | 17 augustus 2014 | LPGA Championship                | 72-66-69-70=277 | –11   | Won de play-off van Brittany Lincicome    |
| 12  | 2 november 2014  | Fubon LPGA Taiwan Championship   | 64-62-69-71=266 | –22   |                                           |
| 13  | 8 maart 2015     | HSBC Women's Champions           | 66-69-68-70=273 | –15   |                                           |
| 14  | 2 augustus 2015  | Women's British Open             | 276             | -12   | traditionele "career grand slam" voltooid |

| major |

LPGA of Japan Tour
| Nr. | Datum            | Toernooi                               | Score           | Score | Info                               |
| --- | ---------------- | -------------------------------------- | --------------- | ----- | ---------------------------------- |
| 1   | 29 juni 2010     | Nishijin Ladies Classic                | 69-71-69=209    | –7    | Won de play-off van Chieko Amanuma |
| 2   | 28 november 2010 | Japan LPGA Tour Championship Ricoh Cup | 72-72-70-73=287 | –1    |                                    |
| 3   | 6 maart 2011     | Daikin Orchid Ladies                   | 72-67-66=205    | –11   |                                    |
| 4   | 13 mei 2012      | Fundokin Ladies                        | 70-69-68=207    | –9    |                                    |

Ladies European Tour
| Nr. | Datum        | Toernooi                                | Score           | Score | Info |
| --- | ------------ | --------------------------------------- | --------------- | ----- | ---- |
| 1   | 9 maart 2014 | Mission Hills World Ladies Championship | 69-70-62-97=268 | –24   |      |

Overige
- 2013: Mission Hills World Ladies Championship – team (met Kim Ha-neul)
- 2014: Mission Hills World Ladies Championship - team (met Ryu So-yeon)
- 2015: Mission Hills World Ladies Championship - team (met Ryu So-yeon)